# Station Sonda
Station Sonda is een station in de Estische plaats Sonda. Het station ligt aan de spoorlijn Tallinn - Narva. Het ging open in 1890. Sindsdien hebben op die plaats vier stationsgebouwen gestaan: van 1890, 1897, 1941 (een noodgebouw nadat het station door een vliegtuigbombardement was getroffen) en de vroege jaren vijftig. Het gebouw kwam kort na 2000 leeg te staan.
In 1926 kwam een smalspoorlijn tussen Sonda en Mustvee gereed, die bij station Sonda aansluiting gaf op de spoorlijn Tallinn - Narva. In 1968 werd de lijn ingekort tot het traject Sonda-Avinurme. In 1972 werd ook het resterende deel van de lijn voor het reizigersverkeer gesloten, al bleven nog wel enige tijd goederentreinen rijden.

## Treinen
De volgende trein stopt op Station Sonda:
| Vervoerder | Treinsoort | Route                          | Opmerkingen                              |
| ---------- | ---------- | ------------------------------ | ---------------------------------------- |
| Elron      | Sneltrein  | Tallinn – Tapa – Sonda – Narva | Stopt niet in Vesse, Lagedi en Nelijärve |

Tallinn Baltisch Station · 
Kitseküla · 
Ülemiste‎ · 
Vesse · 
Lagedi · 
Kulli · 
Aruküla · 
Raasiku · 
Parila · 
Kehra · 
Lahinguvälja · 
Mustjõe · 
Aegviidu · 
Nelijärve · 
Jäneda · 
Lehtse · 
Tapa · 
Kadrina · 
Rakvere · 
Kabala‎ · 
Sonda · 
Kiviõli · 
Püssi · 
Kohtla-Nõmme · 
Jõhvi · 
Oru · 
Vaivara · 
Narva